# Надія (Роздільнянський район)
Наді́я — село в Україні, у Роздільнянській міській громаді Роздільнянського району Одеської області. Населення становить 153 особи. Відноситься до Чобручанського старостинського округу.

## Історія
Станом на 1 вересня 1946 року с-ще Надія було в складі Шевченківської сільської ради.
У результаті адміністративно-територіальної реформи село ввійшло до складу Роздільнянської міської територіальної громади та після місцевих виборів у жовтні 2020 року було підпорядковане Роздільнянській міській раді. До того село входило до складу ліквідованої Старостинської сільради.

## Населення
Згідно з переписом УРСР 1989 року чисельність наявного населення села становила 229 осіб, з яких 105 чоловіків та 124 жінки.
За переписом населення України 2001 року в селі мешкало 187 осіб.
2010 — 152 особи;
2011 — 154 особи;
2016 — 157  особи;
2016 — 153  особи;
2016 — 153  особи.

### Мова
Розподіл населення за рідною мовою за даними перепису 2001 року:
| Мова       | Відсоток |
| ---------- | -------- |
| українська | 86,63 %  |
| румунська  | 6,95 %   |
| російська  | 6,42 %   |